# Pinnotheroidea
Los pinoteroideos (Pinnotheroidea) son una superfamilia de cangrejos. Son pequeños cangrejos de cuerpo blando que viven como comensales o semiparásitos.

## Lista de familias
- Pinnotheridae De Haan, 1833
- Aphanodactylidae Ahyong & Ng, 2009

## Publicación original
- De Haan, 1833 : Crustacea. Fauna Japonica sive Descriptio Animalium, Quae in Itinere per Japoniam, Jussu et Auspiciis Superiorum, qui Summum in India Batava Imperium Tenent, Suscepto, Annis 1823–1830 Collegit, Noitis, Observationibus et Adumbrationibus Illustravit. Leiden, Lugduni-Batavorum.  p.1–243.